# Bodafors
Bodafors is een plaats in de gemeente Nässjö in het landschap Småland en de provincie Jönköpings län in Zweden. De plaats heeft 1982 inwoners (2005) en een oppervlakte van 255 hectare.